# Podgorje, Kamnik
Podgorje este o localitate din comuna Kamnik, Slovenia, cu o populație de 919 locuitori.